# Saint-Gengoux-de-Scissé
Pour les articles homonymes, voir Saint-Gengoux-le-National.
Saint-Gengoux-de-Scissé est une commune française située en Haut-Mâconnais dans le département de Saône-et-Loire.
Elle appartient à la communauté de communes Mâconnais-Tournugeois.

## Géographie
La commune est composée d'un bourg et de plusieurs hameaux (qui sont Bassy, le plus au sud, Bonzon, le plus au nord, Boye, et la Verzée à l'ouest) qui se répartissent le long de la D 82, entre Azé et Lugny, dans une zone très vallonnée.
Ses coteaux de vignobles appartenant à l'aire de production du Mâcon-Lugny sont majoritairement plantés de pieds de chardonnay ; ils exposent deux versants au soleil et sont encadrés par deux forêts qui constituent une réserve de combustible d'une part et une réserve de chasse d'autre part. « De chaque côté de ma paroisse est une chaîne de montagne presque toute couverte de bois taillis, plus élevée du côté du couchant que du levant. » écrivait le curé de Saint-Gengoux-de-Scissé au milieu du XVIIIe siècle.

### Climat
Pour des articles plus généraux, voir Climat de la Bourgogne-Franche-Comté et Climat de Saône-et-Loire.
En 2010, le climat de la commune est de type climat océanique dégradé des plaines du Centre et du Nord, selon une étude du Centre national de la recherche scientifique s'appuyant sur une série de données couvrant la période 1971-2000. En 2020, Météo-France publie une typologie des climats de la France métropolitaine dans laquelle la commune est dans une zone de transition entre le climat océanique altéré et le climat océanique altéré et est dans la région climatique Bourgogne, vallée de la Saône, caractérisée par un bon ensoleillement (1 900 h/an), un été chaud (18,5 °C), un air sec au printemps et en été et des vents faibles.
Pour la période 1971-2000, la température annuelle moyenne est de 10,9 °C, avec une amplitude thermique annuelle de 17,7 °C. Le cumul annuel moyen de précipitations est de 892 mm, avec 10,1 jours de précipitations en janvier et 7,4 jours en juillet. Pour la période 1991-2020, la température moyenne annuelle observée sur la station météorologique de Météo-France la plus proche, « Jalogny_sapc », sur la commune de Jalogny à 12 km à vol d'oiseau, est de 11,2 °C et le cumul annuel moyen de précipitations est de 873,4 mm. 
La température maximale relevée sur cette station est de 39,6 °C, atteinte le 12 août 2003 ; la température minimale est de −21,6 °C, atteinte le 17 janvier 1985,,.
Les paramètres climatiques de la commune ont été estimés pour le milieu du siècle (2041-2070) selon différents scénarios d'émission de gaz à effet de serre à partir des nouvelles projections climatiques de référence DRIAS-2020. Ils sont consultables sur un site dédié publié par Météo-France en novembre 2022.

## Urbanisme

### Typologie
Au 1er janvier 2024, Saint-Gengoux-de-Scissé est catégorisée commune rurale à habitat dispersé, selon la nouvelle grille communale de densité à sept niveaux définie par l'Insee en 2022.
Elle est située hors unité urbaine. Par ailleurs la commune fait partie de l'aire d'attraction de Mâcon, dont elle est une commune de la couronne,. Cette aire, qui regroupe 105 communes, est catégorisée dans les aires de 50 000 à moins de 200 000 habitants,.

### Occupation des sols
L'occupation des sols de la commune, telle qu'elle ressort de la base de données européenne d’occupation biophysique des sols Corine Land Cover (CLC), est marquée par l'importance des territoires agricoles (47,7 % en 2018), en diminution par rapport à 1990 (48,7 %). La répartition détaillée en 2018 est la suivante : forêts (44,3 %), cultures permanentes (31,2 %), zones agricoles hétérogènes (11,8 %), zones urbanisées (6,8 %), prairies (4,7 %), milieux à végétation arbustive et/ou herbacée (1,3 %). L'évolution de l’occupation des sols de la commune et de ses infrastructures peut être observée sur les différentes représentations cartographiques du territoire : la carte de Cassini (XVIIIe siècle), la carte d'état-major (1820-1866) et les cartes ou photos aériennes de l'IGN pour la période actuelle (1950 à aujourd'hui).

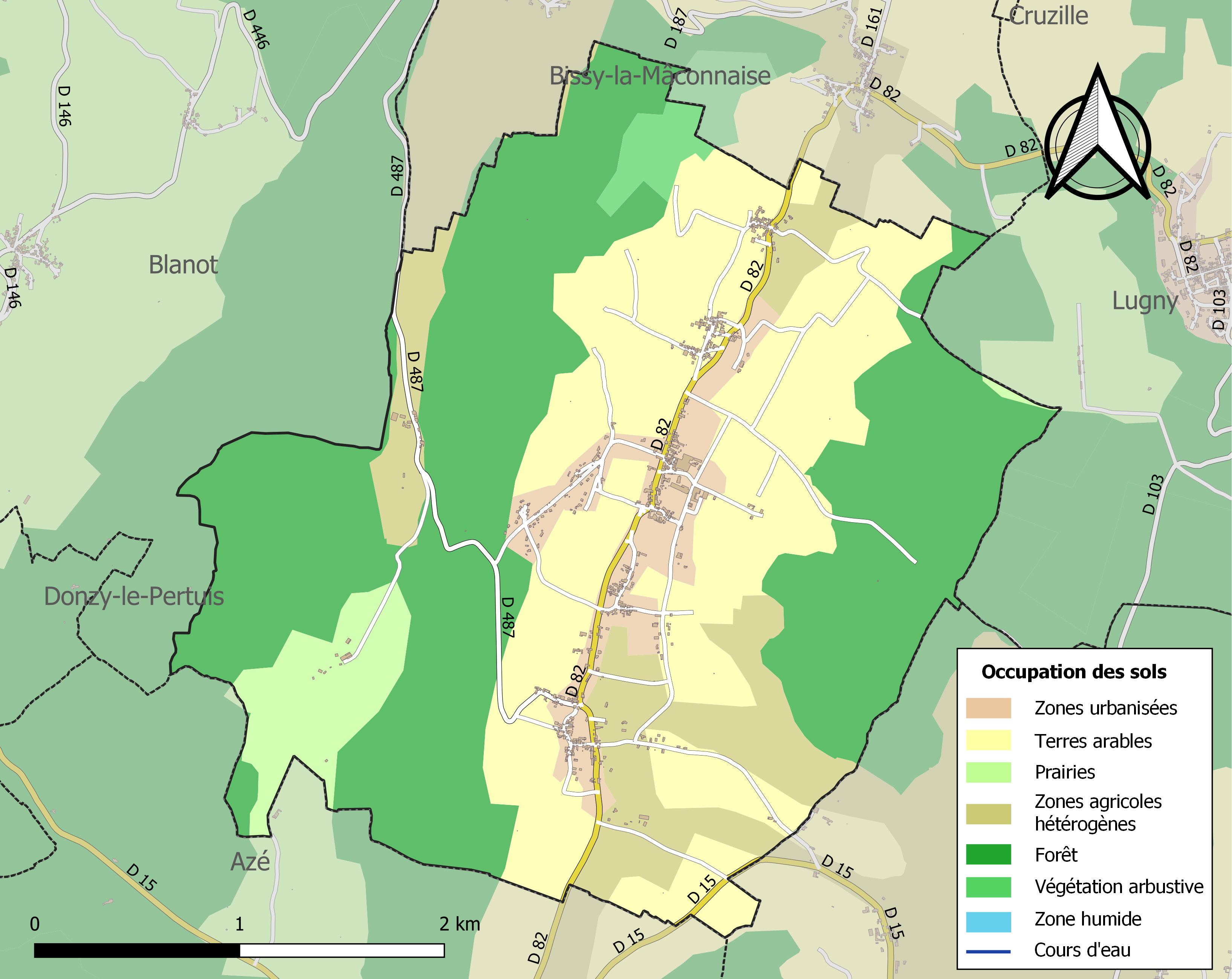
Carte des infrastructures et de l'occupation des sols de la commune en 2018 (CLC).

### Plan local d'urbanisme
L'urbanisme sur le territoire de Saint-Gengoux-de-Scissé est désormais régi par un plan local d'urbanisme intercommunal (PLUi), document d’urbanisme dont le territoire d’effet n'est plus la commune mais l’intercommunalité du Mâconnais-Tournugeois, soit vingt-quatre communes membres.
Ce document stratégique traduit les principes d’aménagement du territoire et constitue un outil réglementaire fixant les règles de construction et d’occupation des sols applicables sur le territoire, d'où son contenu : un rapport de présentation retraçant le diagnostic du territoire, un projet d’aménagement et de développement durable (PADD) exposant la stratégie intercommunale, des orientations d’aménagement et de programmation (OAP) définissant les conditions d’aménagements de certains quartiers/ilots (cas particuliers), un règlement fixant les règles d’utilisation et de droit des sols ainsi que des annexes (plan de zonage, liste des servitudes, etc.).
Le PLUi du Mâconnais-Tournugeois, fruit d'un processus lancé par la communauté de communes en 2016, a été définitivement adopté par le conseil communautaire le 21 décembre 2023.
La mise en œuvre de ce plan local d'urbanisme intercommunal entré en vigueur le 12 mars 2024 a entraîné l'abrogation de la carte communale de Saint-Gengoux-de-Scissé qui avait été approuvée le 12 novembre 2013.

## Toponymie
La commune doit son nom à saint Guengoult, qui a parcouru le Morvan au VIIIe siècle.

## Histoire

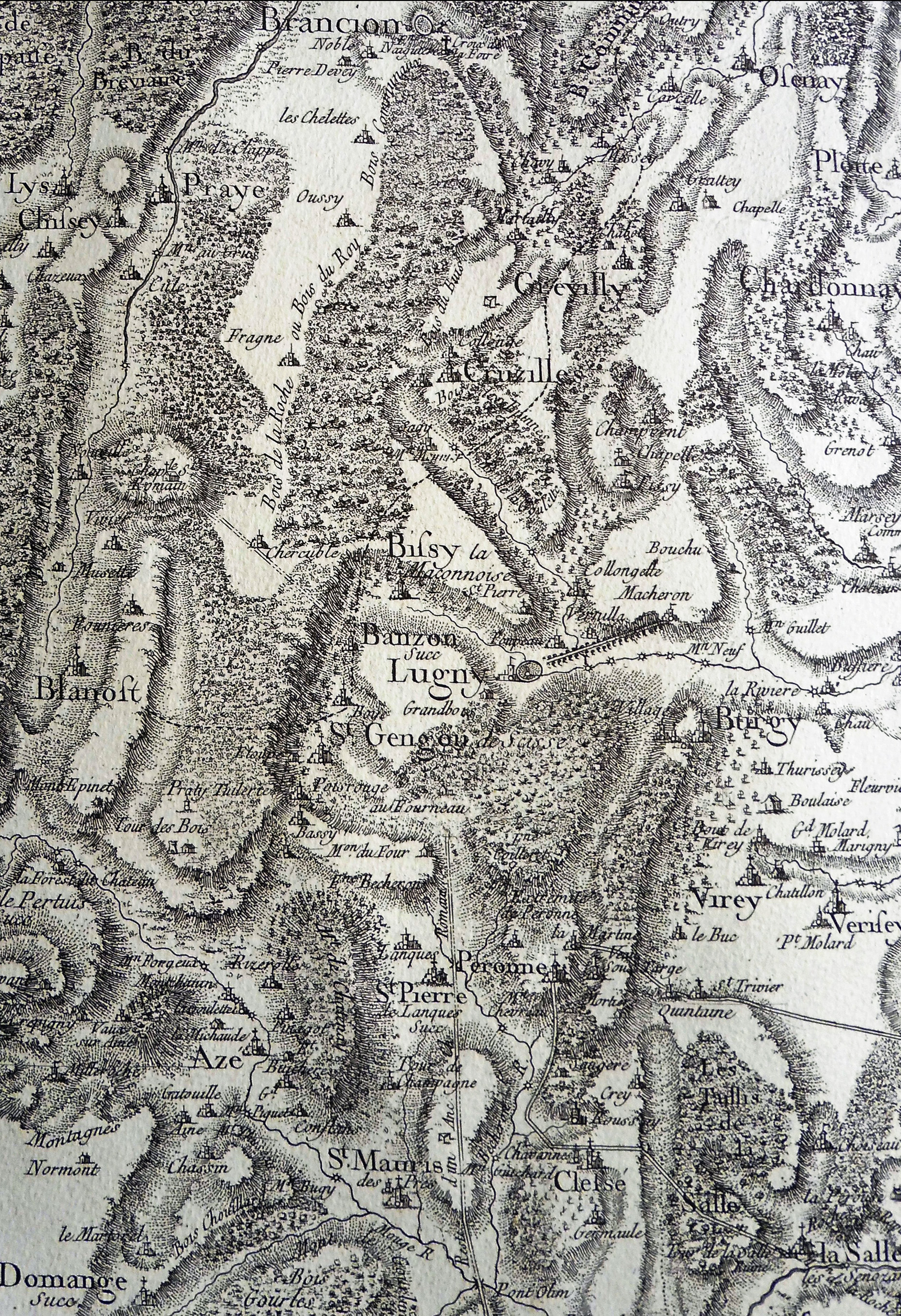
Saint-Gengoux-de-Scissé et les villages du Haut-Mâconnais en 1759, d'après la carte de Cassini.

### Révolution française
À la veille de la Révolution, une importante partie des terres de la paroisse sont la propriété de Florent-Alexandre-Melchior de La Baume, comte de Montrevel et seigneur baron de Lugny (aux hameaux de Bonzon et de Boye) mais, surtout, de l'Église : chapitre cathédral Saint-Vincent de Mâcon et moines bénédictins de l'abbaye de Cluny (ces derniers étant propriétaires de la tour de Bassy).
Juillet 1789 : épisode de la Grande Peur en Mâconnais. La tour de Bassy est investie. Parmi d'autres brigands arrêtés, les Scisséens Vincent Courtois (29 ans), garçon domestique, Antoine Venet (25 ans), domestique, et Pierre Maziller, expert et député, sont pendus à Cluny les 4 et 5 août. Joseph Sologny, vigneron de 38 ans, est condamné à Tournus aux galères royales.
1790 : à la création des cantons, la commune de Saint-Gengoux-de-Scissé est rattachée au canton de Lugny, alors composé de douze communes.
À la Révolution française, Saint-Gengoux-de-Scissé fut débaptisée pour devenir « Bassy-de-Scissé ».

### Période contemporaine
À compter du 11 novembre 1900, Saint-Gengoux-de-Scissé fut desservie par le train, à la suite de l'inauguration ce jour-là de la ligne de chemin de fer à voie étroite Mâcon-Fleurville via Lugny (ligne qui fonctionna, pour le trafic quotidien des voyageurs, jusqu'en 1931).
1930-1932 : percement d'un tunnel de 480 mètres environ qui, d'ouest en est, traverse le deuxième chaînon calcaire du Mâconnais et permet d'alimenter en eau le bourg de Saint-Gengoux à l'aide de la captation de l'eau de la  Goulouze (grâce à la pose au sol de ce tunnel d'une canalisation en fibrociment). Le tunnel part du sud du hameau de la Verzée pour aboutir au niveau de la route de la Montagne.
1966 : jumelage de la cave coopérative de Saint-Gengoux-de-Scissé avec la cave coopérative de Lugny, qui donnera lieu à la constitution du « groupement de producteurs Lugny-Saint-Gengoux ».
1972 : création du Syndicat intercommunal à vocation multiple (SIVOM) du canton de Lugny (siège en mairie de Lugny), auquel adhèrent Saint-Gengoux-de-Scissé et treize autres communes du Haut-Mâconnais, avec pour objet : la couverture des dépenses d'investissement et de fonctionnement du collège de Lugny, la réalisation d'une maison de retraite, la création et le fonctionnement de tous services sociaux (tels que dispensaire, aide à domicile par exemple), la réalisation de travaux d'assainissement, le ramassage d'ordures ménagères et l'entretien de la voirie communale. L'un des premiers gros chantiers de ce syndicat, outre la construction du collège public de Lugny (entré en service en janvier 1977), sera d'entreprendre la mise en œuvre, dès 1974, d'un réseau intercommunal d'assainissement équipé d'une station d'épuration, ceci au profit de six communes (Montbellet, Lugny, Burgy, Cruzille, Bissy-la-Mâconnaise et Saint-Gengoux-de-Scissé), grâce au transport sur 6,5 kilomètres environ, de Lugny au hameau de Saint-Oyen (Montbellet), des eaux usées collectées.
Janvier 1984 : inauguration des nouveaux locaux du foyer rural.
1993 : fondation de la communauté de communes du Haut-Mâconnais (avec Lugny pour siège), regroupant sept communes : Bissy-la-Mâconnaise, Burgy, Chardonnay, Cruzille, Grevilly, Lugny et Saint-Gengoux-de-Scissé. À cette première communauté de communes a succédé, le 1er janvier 2003, la communauté de communes du Mâconnais - Val de Saône (siège à Lugny), résultant de la fusion de trois intercommunalités (celles du Haut-Mâconnais, de la Haute-Mouge et du Mâconnais-Val de Saône) et totalisant une population de 7 336 habitants.

Les vignobles du Mâconnais.

## Économie

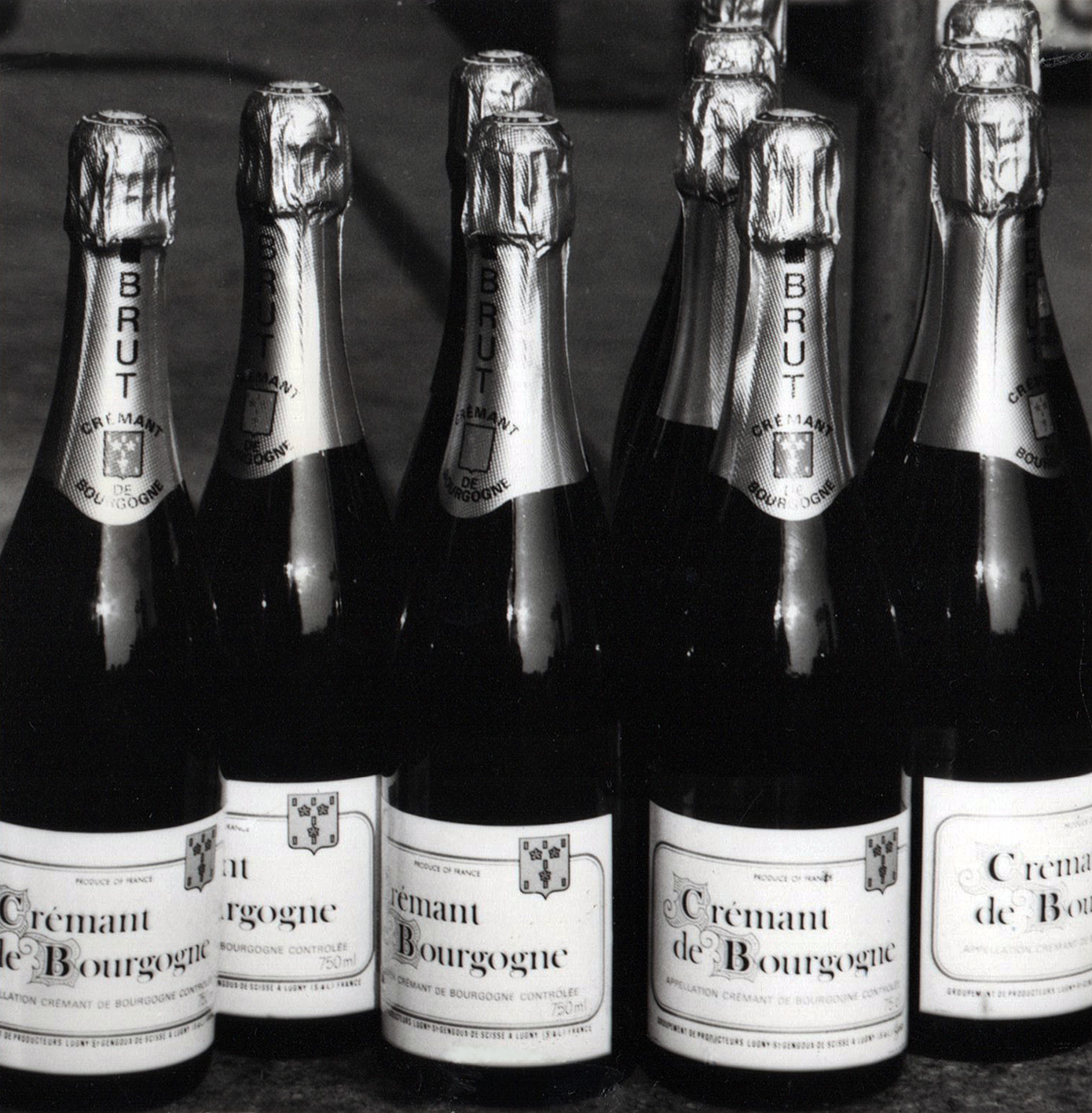
Bouteilles de crémant de Bourgogne aux couleurs du groupement de producteurs Lugny-Saint-Gengoux-de-Scissé (vers 1980).

La commune exploite ses réserves naturelles et sa localisation favorable dans une région de terroir reconnu.
On trouve principalement des exploitations viticoles, la plupart adhérant à la cave coopérative de Lugny (à laquelle appartiennent les caves de Saint-Gengoux et de Chardonnay, respectivement depuis 1966 et 1994) et qui attirent des concessionnaires mécaniques spécialisés dans les machines agricoles. On y produit principalement l'appellation d'origine contrôlée  « Mâcon-Lugny », qui est l'une des 27 dénominations géographiques complémentaires de l’appellation régionale « Mâcon » (appellation totalisant 484 hectares pour une récolte annuelle de 4,1 millions de bouteilles, dont l'aire délimitée est comprise, depuis un décret de 2005, à l’intérieur des communes de Lugny, Bissy-la-Mâconnaise, Saint-Gengoux-de-Scissé et Cruzille pour partie).
Si la vendange est majoritairement vinifiée en cave coopérative, le village dispose toutefois de vignerons indépendants, parmi lesquels le Domaine de l'Aubraine.
On trouve également des exploitations forestières. On trouve également de l'artisanat et notamment plusieurs apiculteurs.
Mais la commune se caractérise par la présence d'une importante usine de parquet installée au cœur du bourg et rayonnant sur le secteur : les Parquets Protat, entreprise qui, en 2001, employait une cinquantaine d'ouvriers, débitait chaque année 8000 mètres cubes de chêne, disposait d'un atelier destiné à la fabrication de panneaux en chêne massif et réalisait quelque 100 000 m² de produits finis (vendus sur place ou à l'agence de Lyon, en France comme à l'étranger).

## Politique et administration

### Liste des maires

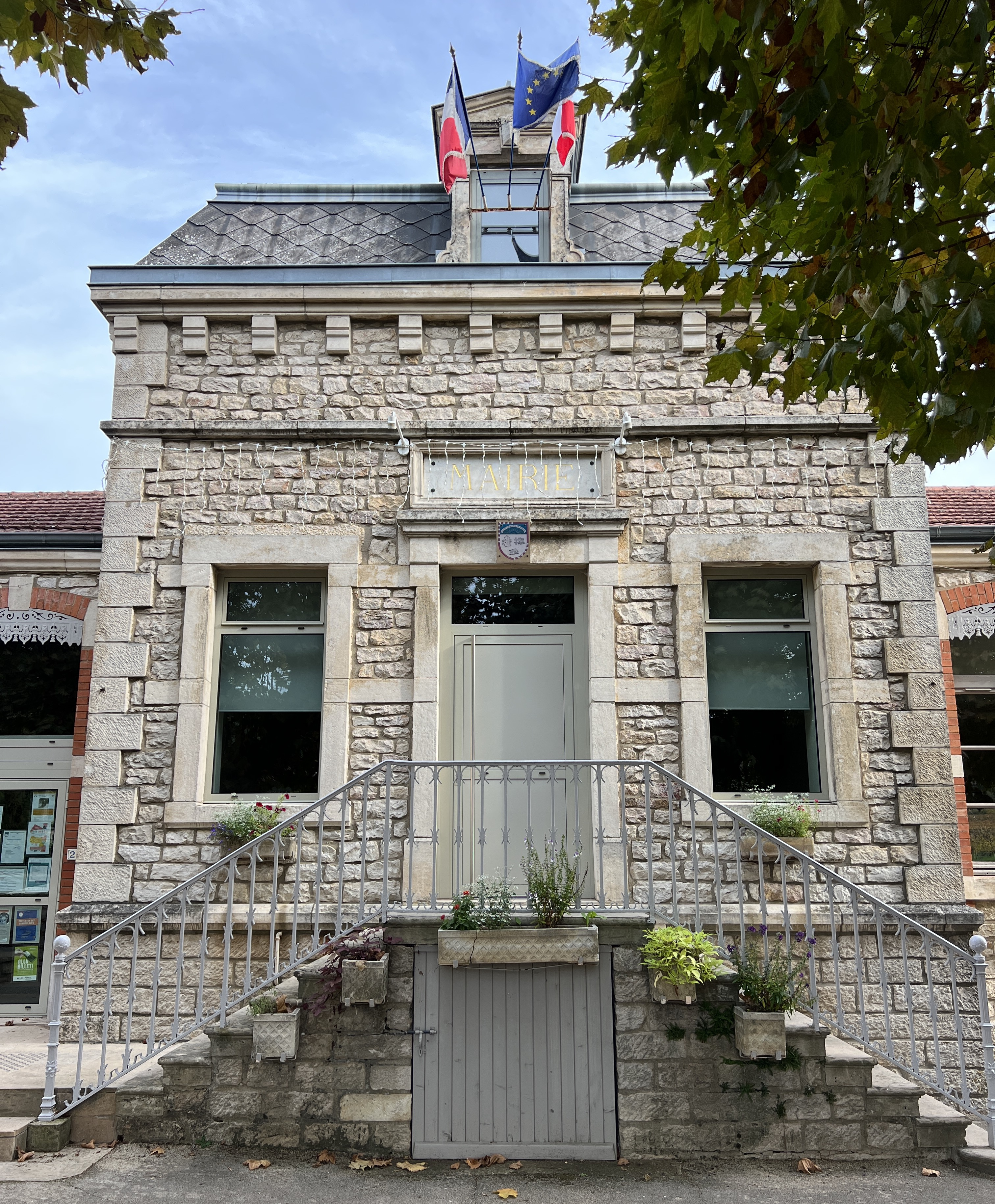
La mairie-école.

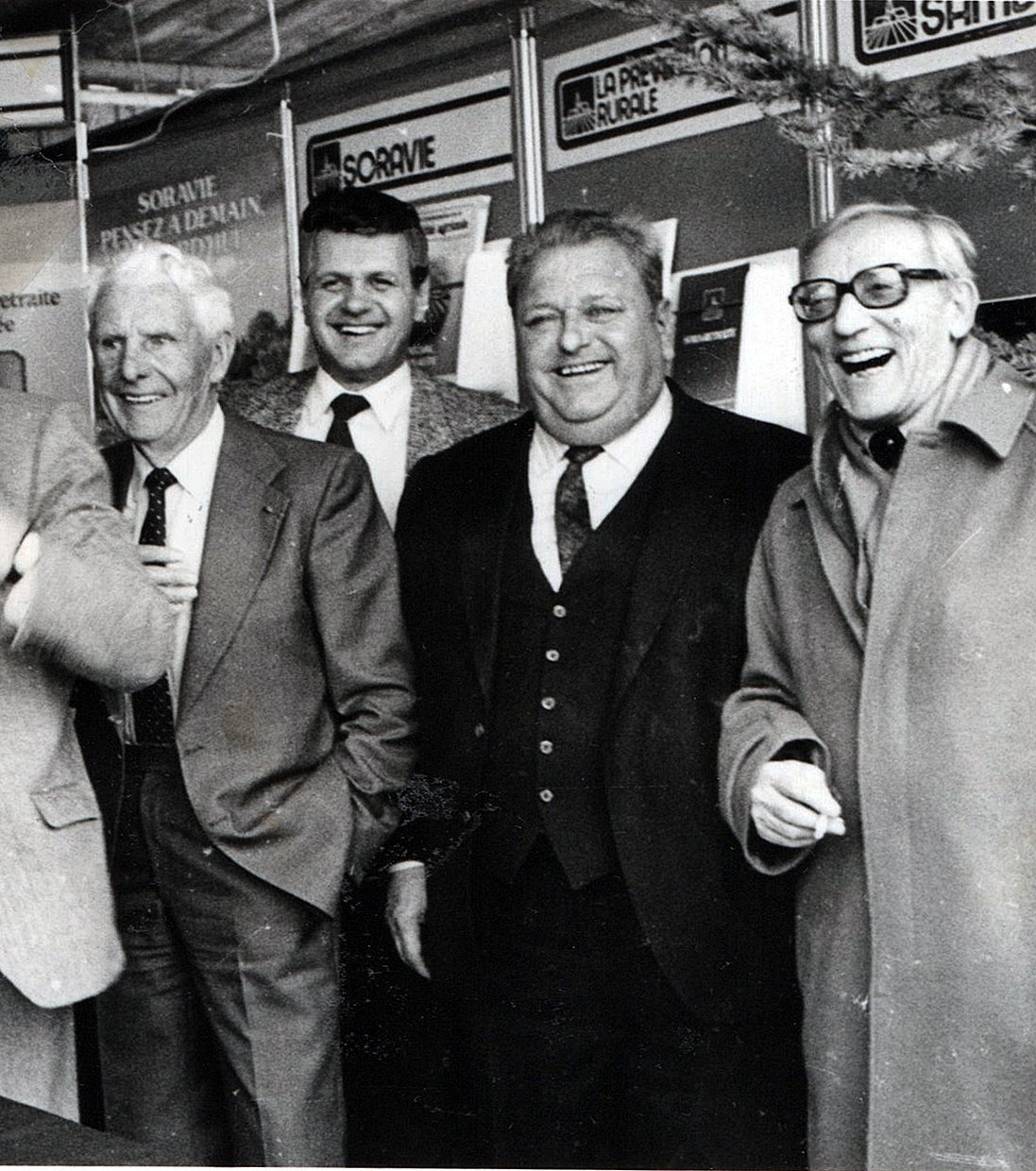
Vêtu d'un costume sombre : Charles Jousseau (1929-2017), maire de 1983 à 1989 (et président du groupement de producteurs Lugny-Saint-Gengoux), photographié à Lugny lors de la 38e foire des vins du Haut-Mâconnais (mars 1986).

Depuis la Révolution, les maires de Saint-Gengoux-de-Scissé ont successivement été : 
| Période                                  | Période               | Identité          | Étiquette | Qualité |
| ---------------------------------------- | --------------------- | ----------------- | --------- | --- |
| 1790                                     | 1792                  | Étienne Bouilloud | ---       | |
| 1792                                     |                       | Claude Labœuf     | ---       | |
|                                          |                       | Claude Savot      | ---       | |
|                                          |                       | Henri Cartalat    | ---       | |
| 1924                                     | 1941 (démission)      | Henri Boulay      | SFIO      | Député SFIO de Mâcon en 1931, 1932 et 1936 et conseiller général du canton de Mâcon-Sud en 1937. |
| 1941                                     | 1948                  | Louis Fèvre       | ---       | |
| 1948                                     | 1959                  | Pierre Philippon  | ---       | |
| 1959                                     | 1971                  | Alphonse Grosbon  | ---       | Viticulteur. Né à Saint-Gengoux-de-Scissé le 5 janvier 1902 et décédé en janvier 1996. Décoré de la croix d'officier de la Légion d'honneur et de la cravate de commandeur de l'ordre du Mérite agricole le 14 avril 1984, par ailleurs officier de l'ordre national du Mérite. |
| 1971                                     | 1983                  | Joseph Pelletier  | DVG       | Président du Syndicat des eaux du Haut-Mâconnais de 1977 à septembre 1995. |
| 1983                                     | mars 1989             | Charles Jousseau  |           | Viticulteur, président du groupement de producteurs Lugny-Saint-Gengoux à compter de 1981, président de la fédération des caves coopératives de Saône-et-Loire (de 1982 à juin 1992). Né à Saint-Gengoux-de-Scissé le 12 décembre 1929 et décédé le 8 juin 2017.                |
| mars 1989                                | juin 1993 (démission) | Joseph Pelletier  | DVG       | Président du Syndicat des eaux du Haut-Mâconnais (renouvelé dans ses fonctions en 1989). Président du Syndicat d'électrification Mâconnais-Beaujolais (Sydel) de 1983 à décembre 1994.                                                                                          |
| juin 1993                                | 2020                  | Bernard Robelin   | UMP-LR    | Directeur commercial aux établissements Protat. Élu en janvier 2003 3e vice-président de la communauté de communes du Mâconnais-Val-de-Saône (Lugny). Fait chevalier dans l'ordre des Palmes académiques à Saint-Gengoux-de-Scissé en juin 2003.                                |
| mai 2020                                 | en cours              | Stéphane Jaillet  |           | Élu après avoir été premier adjoint au maire de Bernard Robelin. |
| Les données manquantes sont à compléter. |                       |                   |           | |

### Intercommunalité et canton

#### Intercommunalité
Saint-Gengoux-de-Scissé, après avoir appartenu à la communauté de communes du Mâconnais-Val-de-Saône (siège à Lugny), relève depuis le 1er janvier 2017 de la communauté de communes du Mâconnais-Tournugeois (siège à Tournus), à la suite de la mise en place du nouveau schéma départemental de coopération intercommunale (cette nouvelle communauté résulte de la fusion de deux communautés de communes : la communauté de communes du Tournugeois qui regroupait douze communes du Tournugeois et la communauté de communes du Mâconnais-Val-de-Saône qui regroupait douze communes du Haut-Mâconnais).
Cette communauté de communes est gérée par un conseil communautaire composé de quarante et un membres représentant chacune des communes adhérentes (et élus pour une durée de six ans), conseil au sein duquel Saint-Gengoux-de-Scissé, à l'instar de toutes les autres communes de l'intercommunalité, dispose d'un représentant unique (exception faite de Lugny, Clessé, Viré et Montbellet représentés par deux délégués et de la ville de Tournus qui en totalise treize).
Depuis 2020 (et jusqu'en 2026), le délégué représentant Saint-Gengoux-de-Scissé au sein de ce conseil communautaire est Stéphane Jaillet (maire).

#### Canton
Saint-Gengoux-de-Scissé, commune qui relevait du canton de Lugny depuis 1790, appartient depuis 2015 au canton d'Hurigny, à la suite du nouveau découpage territorial de Saône-et-Loire entré en vigueur à l'occasion des élections départementales de 2015 (découpage défini par le décret du 18 février 2014, en application des lois du 17 mai 2013).
Le canton d'Hurigny, tel qu'il se présente depuis cette réforme, est constitué de communes qui appartenaient auparavant à trois anciens cantons : le canton de Lugny (14 communes), le canton de Mâcon-Nord (12 communes) et le canton de Mâcon-Sud (2 communes).

### Sécurité

#### Gendarmerie

L'unité de gendarmerie à laquelle la commune de Saint-Gengoux-de-Scissé est rattachée est la brigade de Lugny.

#### Sapeurs-pompiers
Avec Lugny, Bissy-la-Mâconnaise, Cruzille, Grevilly et Burgy (ainsi que, depuis juin 2023, une partie des villages de Viré et de Montbellet), la commune de Saint-Gengoux-de-Scissé relève du secteur d'intervention des sapeurs-pompiers du centre d'incendie et de secours de Lugny.

## Enseignement

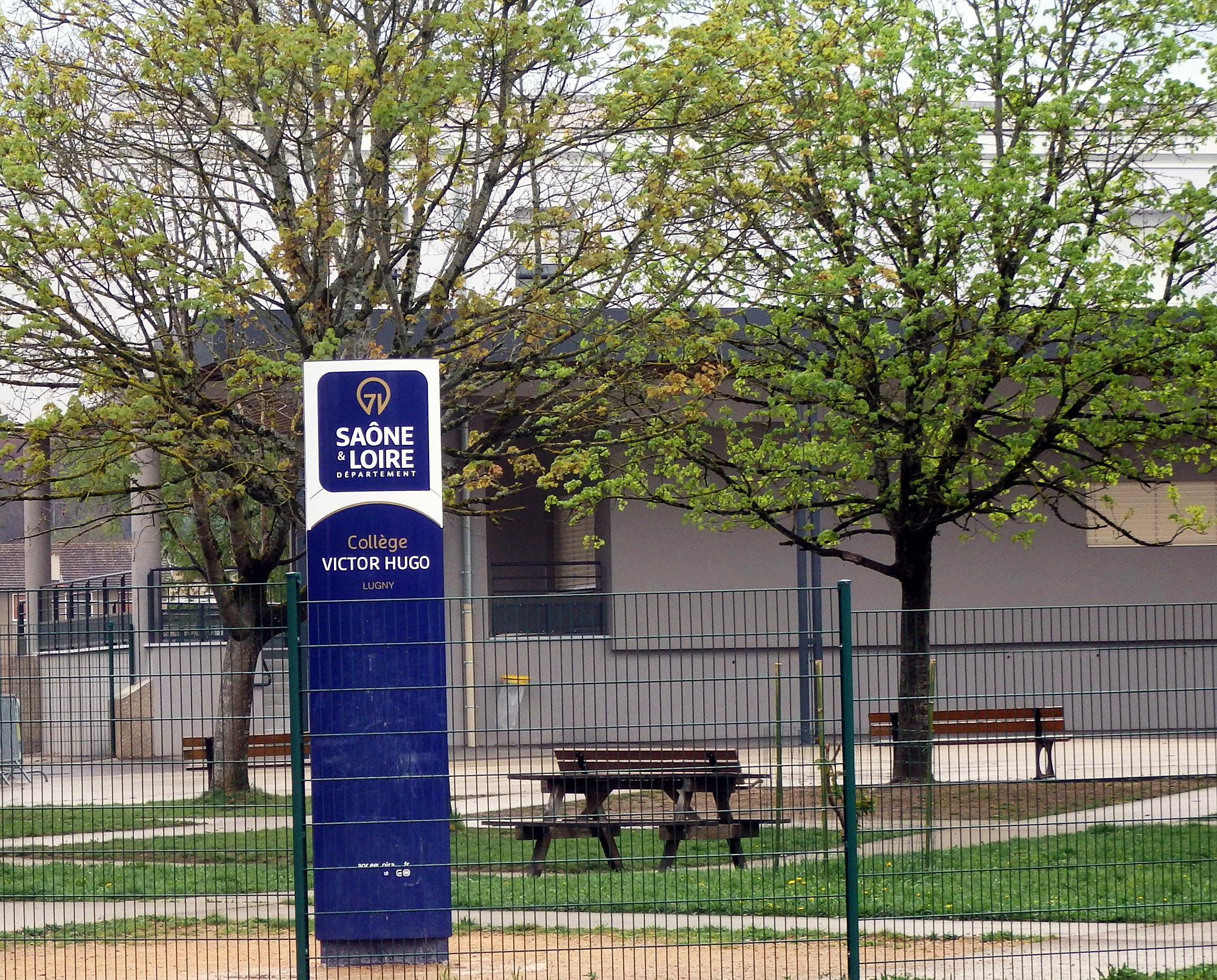
Le collège public Victor-Hugo de Lugny, entré en service en 1977 et dont la carte scolaire s'étend à 19 communes.

Depuis 1980, l'école de Saint-Gengoux-de-Scissé est en RPI (regroupement pédagogique intercommunal) avec celle d'Azé.
Pour l'enseignement secondaire, Saint-Gengoux-de-Scissé, avec dix-huit autres communes, relève de la carte scolaire du collège « Victor Hugo » de Lugny.

## Démographie
Les habitants de Saint-Gengoux-de-Scissé s'appellent les Scisséens.

L'évolution du nombre d'habitants est connue à travers les recensements de la population effectués dans la commune depuis 1793. Pour les communes de moins de 10 000 habitants, une enquête de recensement portant sur toute la population est réalisée tous les cinq ans, les populations de référence des années intermédiaires étant quant à elles estimées par interpolation ou extrapolation. Pour la commune, le premier recensement exhaustif entrant dans le cadre du nouveau dispositif a été réalisé en 2005.

En 2022, la commune comptait 593 habitants, en évolution de −2,47 % par rapport à 2016 (Saône-et-Loire : −1,06 %, France hors Mayotte : +2,11 %).
| 1793 | 1800 | 1806 | 1821 | 1831 | 1836 | 1841 | 1846 | 1851 |
| ---- | ---- | ---- | ---- | ---- | ---- | ---- | ---- | ---- |
| 769  | 811  | 808  | 821  | 872  | 906  | 876  | 893  | 889  |

| 1856 | 1861 | 1866 | 1872 | 1876 | 1881 | 1886 | 1891 | 1896 |
| ---- | ---- | ---- | ---- | ---- | ---- | ---- | ---- | ---- |
| 841  | 875  | 964  | 950  | 948  | 921  | 805  | 647  | 687  |

| 1901 | 1906 | 1911 | 1921 | 1926 | 1931 | 1936 | 1946 | 1954 |
| ---- | ---- | ---- | ---- | ---- | ---- | ---- | ---- | ---- |
| 734  | 735  | 668  | 568  | 537  | 535  | 495  | 517  | 511  |

| 1962 | 1968 | 1975 | 1982 | 1990 | 1999 | 2005 | 2006 | 2010 |
| ---- | ---- | ---- | ---- | ---- | ---- | ---- | ---- | ---- |
| 511  | 504  | 519  | 548  | 527  | 531  | 570  | 576  | 597  |

| 2015 | 2020 | 2022 | - | - | - | - | - | - |
| ---- | ---- | ---- | - | - | - | - | - | - |
| 616  | 584  | 593  | - | - | - | - | - | - |

## Lieux et monuments

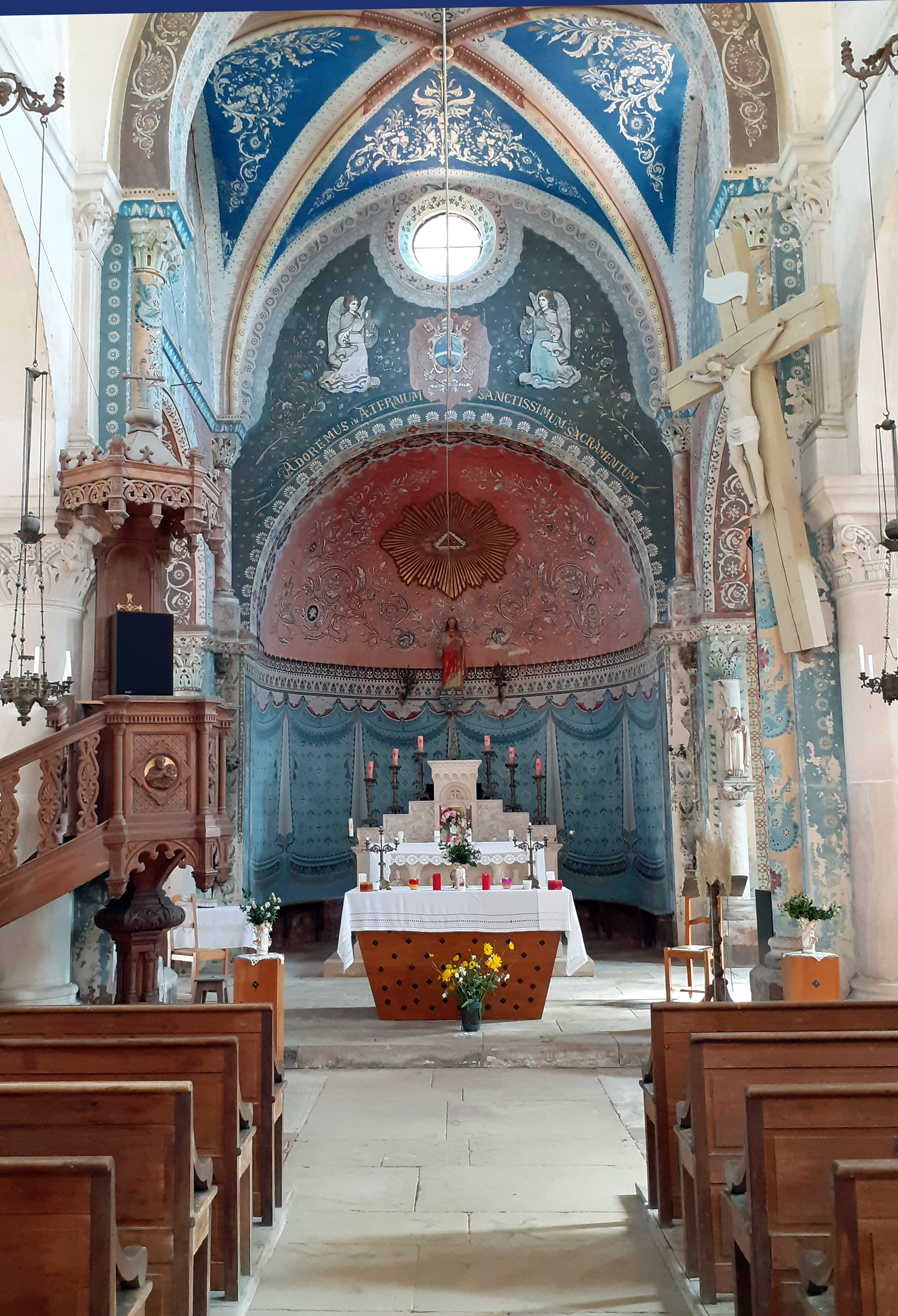
Le chœur de l'église.

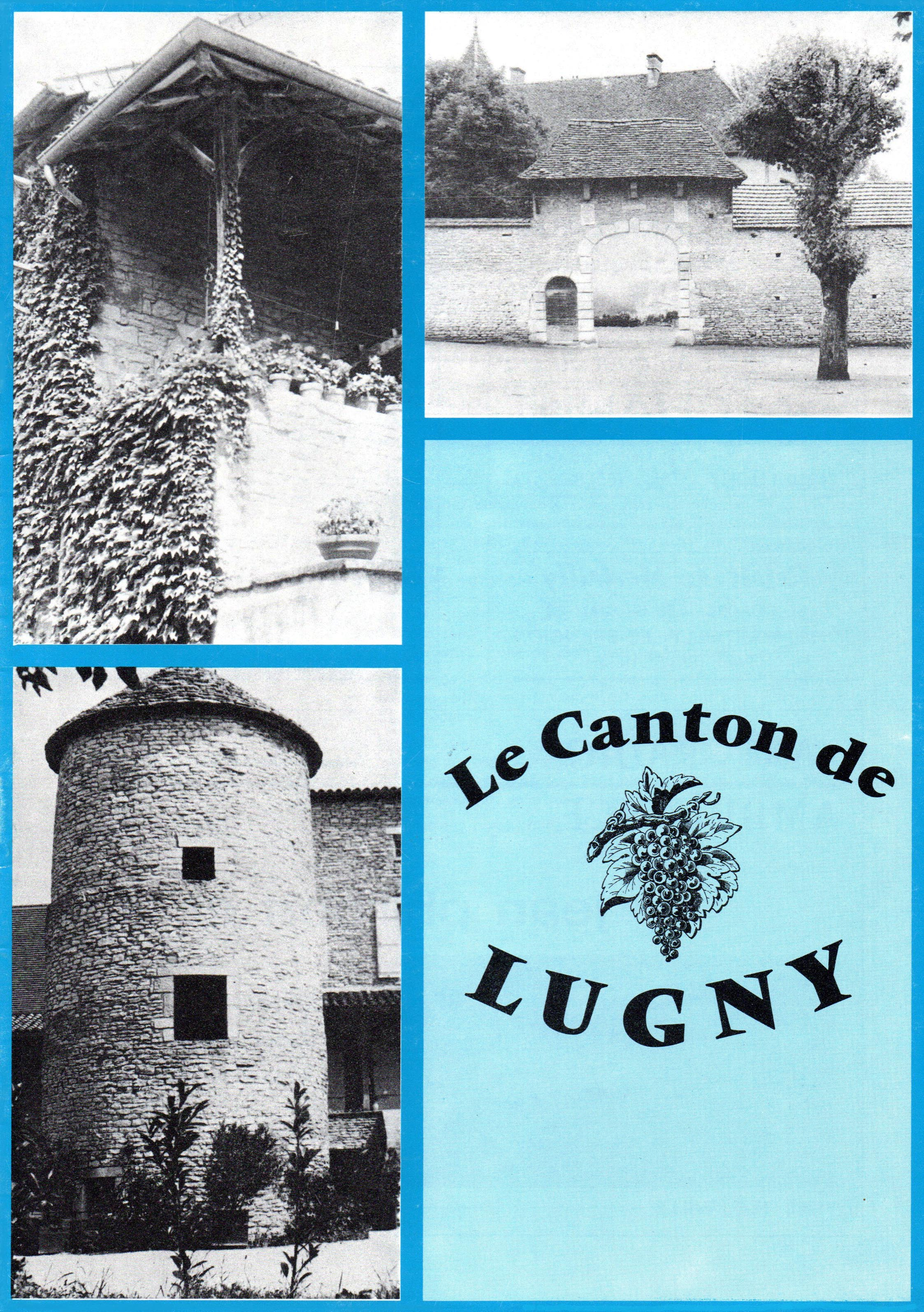
En bas à gauche : la tour de Bassy, d'après une brochure éditée dans les années 70 pour promouvoir les seize communes du canton de Lugny.

- L'église romane Saint-Gengoux du XIIe siècle et XIIIe siècle, en partie reconstruite à partir d'octobre 1865 (nef) et bénie le 20 mai 1867.
- Les maisons ont le cachet typique du style maconnais, en pierres calcaires blanches : sur deux étages, surplombés d'un grenier à petites fenêtres carrées qui restaient ouvertes toute l'année pour aérer le grain, et d'un auvent soutenu par deux ou trois piliers de charpente en bois pour soutenir une toiture de tuiles rouges. Certaines propriétés, restaurées récemment, présentent le meilleur du style, avec des jolies cours fleuries fermées par des portails à montant de pierre.
- Au bourg et aux hameaux de Bonzon, Poil-Rouge et Bassy : croix routières (calvaires) de pierre blanche, presque identiques (piédestal prismatique de section octogonale), principalement de style néogothique et érigés en 1858 par les habitants à l'instigation de l'abbé Louis Michon, curé de la paroisse[33]. Au hameau de la Verzé : calvaire de même facture que les précédents mais érigé en 1880 par un dénommé Bouilloud, fabricant de tuiles et maire de la commune vingt ans plus tôt[34]. Au hameau de la Verzée est visible une croix du même type érigée en 1860.
- La cave coopérative vinicole de Saint-Gengoux-de-Scissé, la première à avoir été fondée en Mâconnais (1925), est jumelée depuis 1966 avec celle de Lugny (la Cave de Lugny) ; elle est spécialisée dans la vinification des vins rouges commercialisés par la cave de Lugny.
- La tour de Bassy, ancien domaine relevant de l'abbaye de Cluny, avec tour carrée du XVIe et colombier du XVIIIe siècle,  qui fut mis à mal par les Brigands en juillet 1789[Note 5] et fut vendu nationalement deux ans plus tard.
- Un ancien « pressoir à grand point », mastodonte long de huit mètres, haut de quatre et voisinant avec les dix tonnes, modifié en 1869 – mais certains de ses éléments sont sans doute multi-centenaires – et visible au bourg, à proximité du foyer rural et du caveau « Le Vieux Logis »[35].
- L'ancienne chapelle Notre-Dame au hameau de Bonzon (du XIIIe siècle ?), édifiée par un seigneur de Brancion, autrefois avec campanile et fonts baptismaux, qui fut vendue nationalement en 1791 puis rendue au culte avant de devenir propriété privée en 1830 (et de subir deux incendies successifs, l'un en 1872, l'autre en 1892). De cette chapelle – aujourd'hui habitation privée – dont il ne reste que le chœur[36] provient un fragment de peinture murale de 117 x 80 cm représentant un christ en majesté, aujourd'hui conservé au Musée des Ursulines de Mâcon[37].
- Le lavoir du hameau de Bassy, élevé d'après des plans de l'architecte François Dulac[38].
- Le monument aux morts, réalisé en pierre de Comblanchien et de Saint-Martin-Belle-Roche par le marbrier-sculpteur-entrepreneur Henri Chamonard de Mâcon (1922).
- Les sites souterrains de la grotte de l'Été et de la grotte de la Fuite, sous la crête séparant le hameau de la Verzée du bourg de Saint-Gengoux.
- Une zone humide en cours de valorisation (ancienne plantation de peupliers de la route du Tacot), disposant de panneaux de communication et d'information sur le rôle d'une zone humide et son intérêt écologique[39].

## Culte

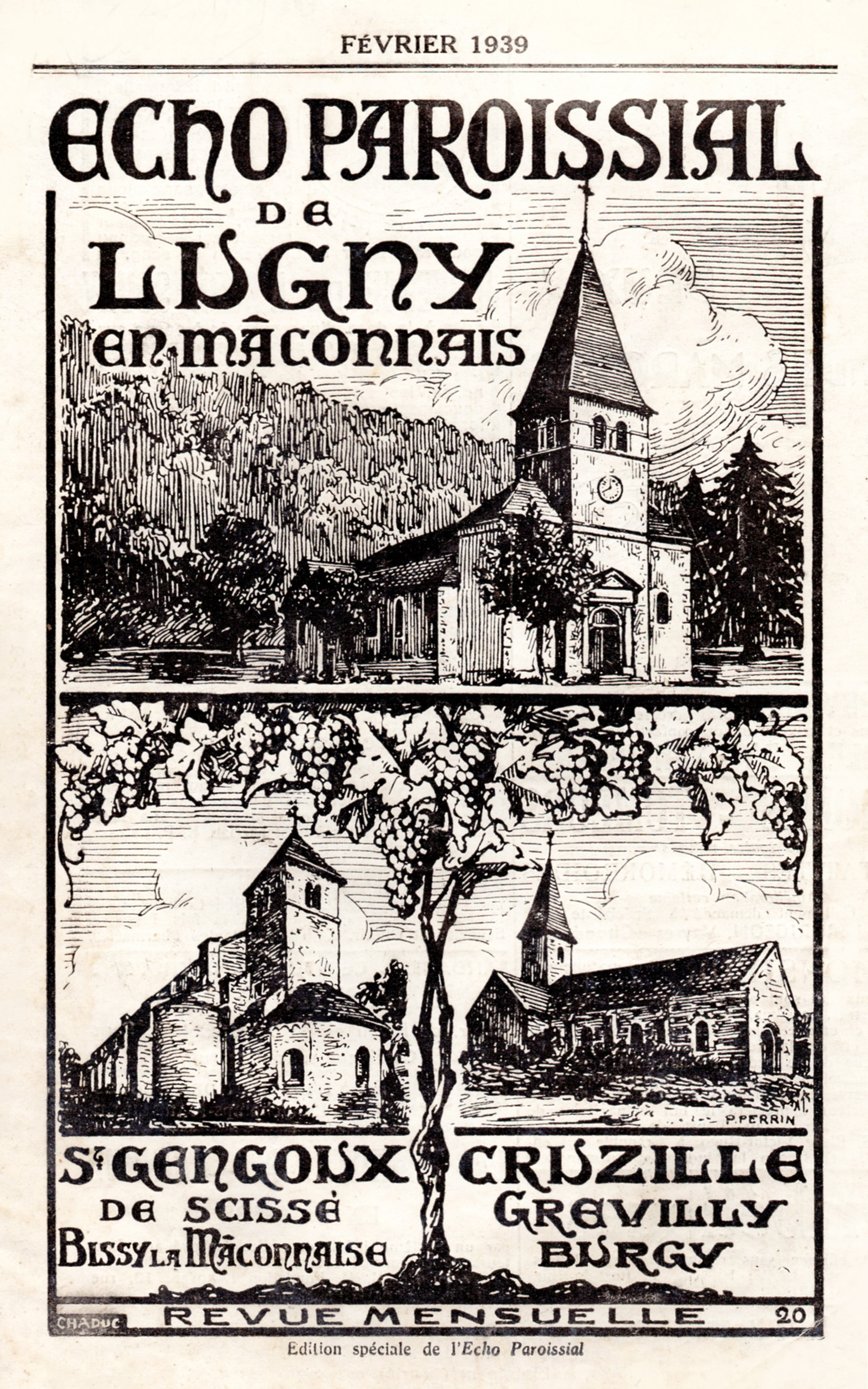

Saint-Gengoux-de-Scissé appartient à l'une des sept paroisses composant le doyenné de Mâcon (doyenné relevant du diocèse d'Autun) : la paroisse Notre-Dame-des-Coteaux en Mâconnais, paroisse qui a son siège à Lugny (avec le père Bernard Blondaux pour curé) et qui regroupe la plupart des villages du Haut-Mâconnais.
C'est dans l'entre-deux-guerres que la paroisse de Saint-Gengoux-de-Scissé fut définitivement rattachée à celle de Lugny pour le culte (à la suite de la création de la communauté pastorale de Lugny, fondée à l'initiative de Joseph Robert).

## Personnalités liées à la commune
Parmi les personnalités attachées à l'histoire de Saint-Gengoux-de-Scissé figurent notamment :

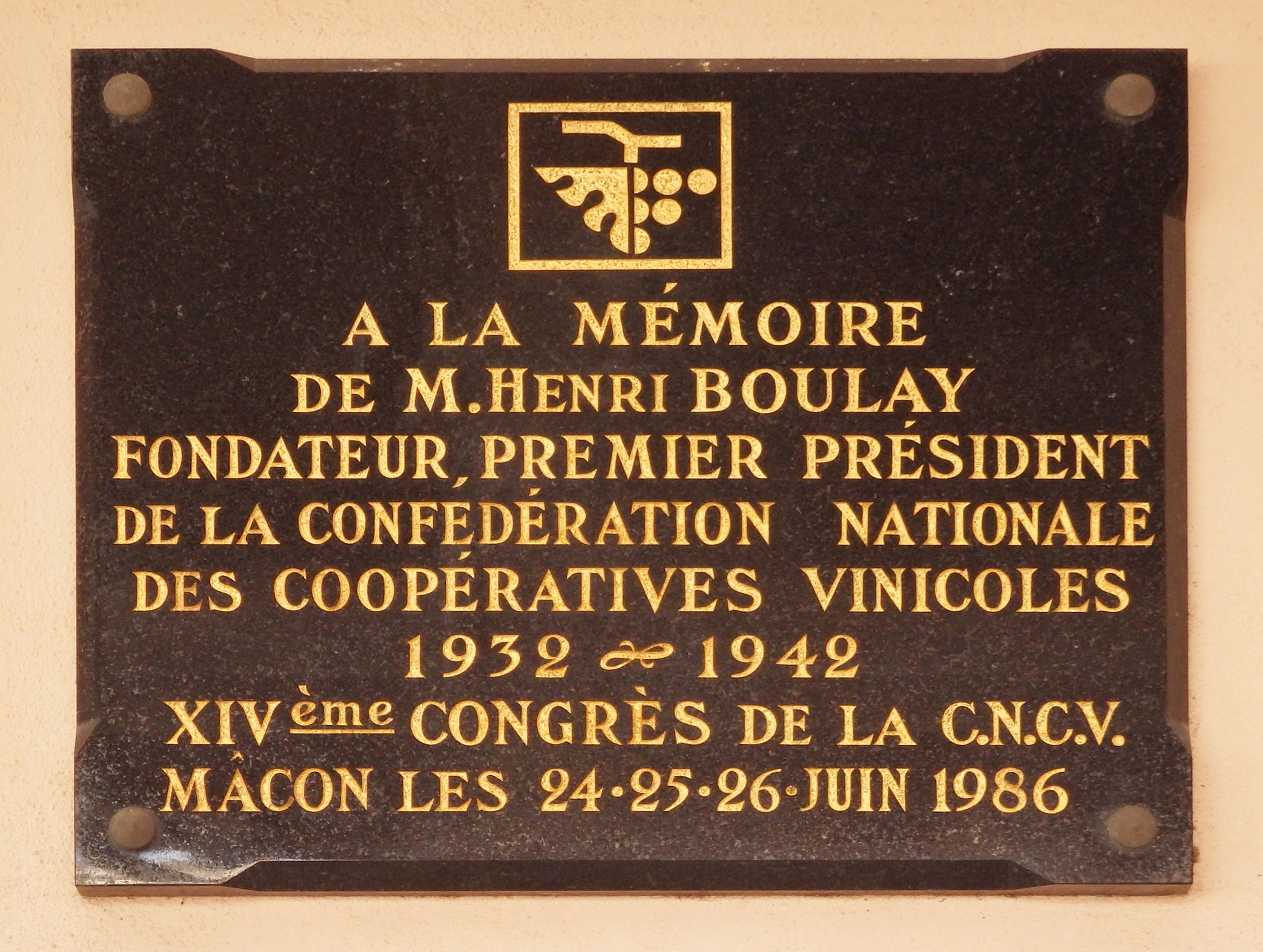
La plaque commémorative d'Henri Boulay visible à la cave coopérative de Saint-Gengoux-de-Scissé, dévoilée le 25 juin 1986 en présence des membres de la famille de l'ancien député-maire.

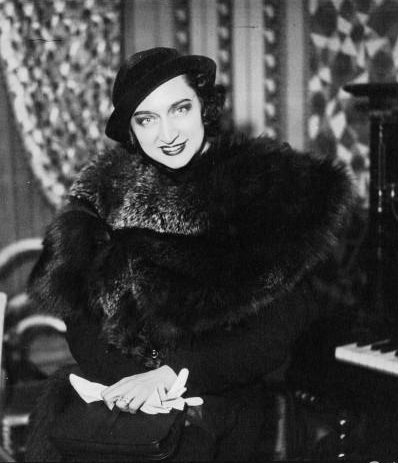
La chanteuse Lys Gauty en 1934.

- Henri Boulay, député S.F.I.O. (socialiste) de Saône-et-Loire, né à Saint-Gengoux-de-Scissé le 14 juillet 1889 et décédé à Mâcon le 6 octobre 1942. Henri Boulay fut à l'origine de la cave coopérative vinicole de Saint-Gengoux-de-Scissé, toute première cave coopérative créée en Mâconnais (1926).
- Jeanne Moreau-Jousseaud, est une romancière française, née à Saint-Gengoux-de-Scissé le 6 mars 1882.
- Lys Gauty, vedette des années trente qui possédait une maison à Saint-Gengoux-de-Scissé, achetée en 1962 pour ses frères Albert et Eugène, et dans laquelle elle résida pendant plusieurs années à partir de 1972[41] (elle repose au cimetière de Saint-Gengoux-de-Scissé, depuis 1994).

## Pour approfondir